# Laguna de Gallocanta
Laguna de Gallocanta är en sjö i Spanien. Den ligger i den nordöstra delen av landet, 200 km öster om huvudstaden Madrid. Laguna de Gallocanta ligger 990 meter över havet. Arean är 1,9 kvadratkilometer. Trakten runt Laguna de Gallocanta består till största delen av jordbruksmark. Den sträcker sig 2,6 kilometer i nord-sydlig riktning, och 2,0 kilometer i öst-västlig riktning.